# El problema del pont de Thor
El problema del pont de Thor (anglès: The Problem of Thor Bridge) és un conte de Sherlock Holmes d'Arthur Conan Doyle recollit a L'arxiu de Sherlock Holmes (1927). Es va publicar per primera vegada l'any 1922 al Regne Unit a The Strand Magazine i a Hearst's International als Estats Units.

## Resum de la trama

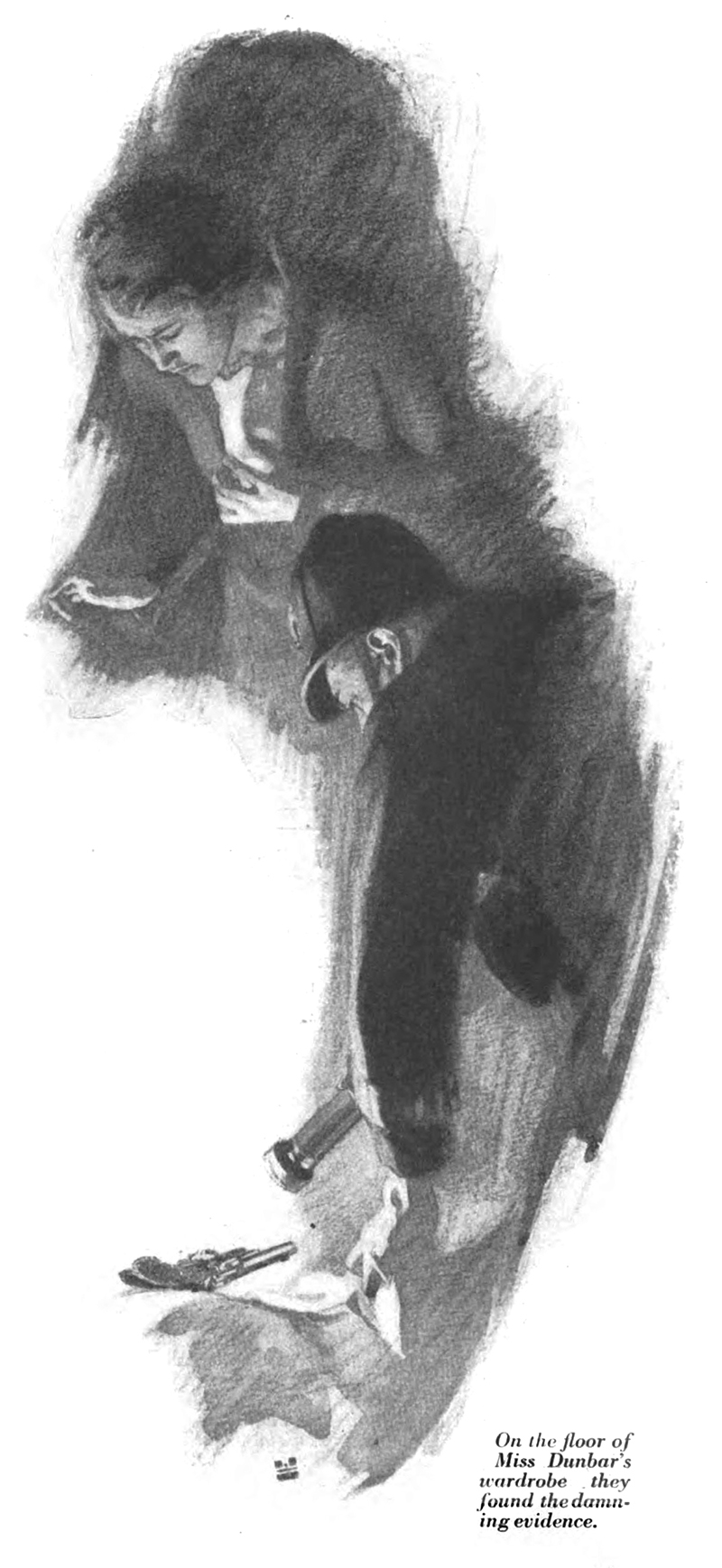
Il·lustració de G. Patrick Nelson a Hearst's International (1922)

Neil Gibson, el rei de l'or i antic senador d'"algun estat occidental", s'acosta a Sherlock Holmes per investigar l'assassinat de la seva dona Maria per tal que la institutriu dels seus fills, Grace Dunbar, no sigui acusada del crim. Aviat es veu que el matrimoni del senyor Gibson havia estat infeliç i havia tractat molt malament la seva dona. S'havia enamorat d'ella quan la va conèixer al Brasil, però aviat es va adonar que no tenien res en comú. Es va sentir atret per la senyoreta Dunbar; com que no podia casar-se amb ella, havia intentat agradar-la d'altres maneres, com per exemple, intentant ajudar les persones menys afortunades que ell.
Maria Gibson va ser trobada estirada en un bassal de sang al pont de Thor amb una bala al cap i una nota de la institutriu, acceptant una reunió en aquest lloc, a la mà. A l'armari de la senyoreta Dunbar es trobà un revòlver recentment descarregat amb un tret. Holmes accepta mirar la situació malgrat les proves condemnadores.
Des del principi, Holmes observa algunes coses força estranyes sobre el cas. Com va poder la senyoreta Dunbar haver planificat i portat a terme l'assassinat amb tanta tranquil·litat i racionalitat i després descuidadament llençar l'arma homicida al seu armari? Quin era l'estrany cop a la part inferior de la balustrada de pedra del pont? Per què la senyora Gibson agafava la nota de la senyoreta Dunbar quan va morir? Si l'arma homicida era una d'un parell de pistoles igualades, per què no es podria trobar l'altra a la col·lecció del senyor Gibson?
Holmes utilitza els seus poders de deducció per resoldre el crim i demostra, utilitzant el revòlver de Watson, com es va perpetrar: la senyora Gibson, indignada i gelosa de la relació de la senyoreta Dunbar amb el seu marit, va decidir acabar amb la seva pròpia vida i incriminar la seva rival pel crim. Després d'organitzar una reunió amb la senyoreta Dunbar, demanant-li que deixés la seva resposta en una nota, la senyora Gibson va lligar una pedra a un tros de corda a l'extrem d'un revòlver i es va disparar, la roca va tirar el revòlver pel costat del pont; el revòlver trobat a l'armari de la senyoreta Dunbar era l'altra pistola de la parella, que s'havia disparat abans al bosc, i l'encenall del pont va ser causat pel fet que la pistola va colpejar la pedra mentre l'arrapava la roca. La reconstrucció de Holmes reprodueix els danys a la balustrada del pont. Demana a la policia que faci una recerca al llac per als revòlvers de Watson i Gibson.

## Comentari
La història és notable dins del cànon de Sherlock Holmes per la referència inicial a una caixa d'expedició de llauna, situada dins de les voltes del Cox and Co. Bank a Charing Cross a Londres, on el doctor Watson guardava els papers sobre alguns dels no resolts o sense acabar de Holmes. casos. Segons Watson: "Entre aquests contes inacabats hi ha el del Sr. James Phillimore, que, tornant a casa seva per aconseguir el seu paraigua, no es va veure mai més en aquest món". El destí desconegut de Phillimore ha estat tema d'altres històries, com ara: L'aventura del miracle de Highgate d'Adrian Conan Doyle i John Dickson Carr; L'enigma del vòrtex de Warwickshire de F. Gwynplaine MacIntyre; The Problem of the Sore Bridge de Philip J. Farmer; un episodi de la sèrie italiana de còmics Storie di Altrove (un spin-off del més famós Martin Mystère); l'adaptació de Bert Coules a la BBC Radio The Singular Inheritance of Miss Gloria Wilson de The Further Adventures of Sherlock Holmes; i dos llibres de Marvin Kaye, The Incredible Umbrella (Doubleday, 1979) i The Amorous Umbrella (Dobleday, 1981). També s'esmenta el cas d'Isadora Persano, "que va ser trobada amb la mirada boja amb una caixa de llumins davant seu que contenia un cuc notable que es diu desconegut per la ciència" i el del cutter Alicia..

## Adaptacions

### Cinema i televisió
"The Problem of Thor Bridge" va ser adaptat com a curtmetratge mut titulat The Mystery of Thor Bridge l'any 1923 com a part de la sèrie de pel·lícules de Sherlock Holmes de Stoll Pictures. Va ser protagonitzada per Eille Norwood com Sherlock Holmes i Hubert Willis com el Dr. Watson.
La història va ser adaptada per a la sèrie de la BBC de Sherlock Holmes de 1968 amb Peter Cushing, però l'episodi ara s'ha perdut.
La història també es va dramatitzar el 1991 a la sèrie de Sherlock Holmes de Granada TV protagonitzada per Jeremy Brett amb Daniel Massey com Neil Gibson, Celia Gregory com Maria Gibson i Catherine Russell com Grace Dunbar.
Un mètode d'enquadrament similar s'utilitza a la sèrie Murder, She Wrote, temporada 8, episodi 17 (1992) "To the Last Will I Grapple with Thee".
A l'episodi de 2005 CSI: Crime Scene Investigation "Who Shot Sherlock?" (Temporada 5, Episodi 11), el mètode de matar era majoritàriament similar, amb canvis que incloïen el xip que sortia de l'arma en lloc de la pedra (d'una llar de foc). Però en lloc d'un suïcidi organitzat per incriminar un dels sospitosos, va resultar que un altre sospitós havia protagonitzat la mort.
El professor de Elementary , temporada 1, episodi 9 (2012), té el mateix motiu que la senyora Gibson i un mètode d'enquadrament similar. La mateixa causa de mort deduïda per Holmes en aquesta història s'utilitza a la seqüència inicial de la mateixa sèrie, Temporada 2, Episodi 9 (2013), amb la mateixa intenció de llançar sospita a una altra part.

### Ràdio
"The Problem of Thor Bridge" va ser adaptat per Edith Meiser com a episodi de la sèrie de ràdio nord-americana The Adventures of Sherlock Holmes. L'episodi es va emetre el 16 de març de 1931, amb Richard Gordon com Sherlock Holmes i Leigh Lovell com el Dr. Watson. Una altra dramatització radiofònica de la història es va emetre el 13 de juny de 1936 (amb Gordon com a Holmes i Harry West com a Watson).
Meiser també va adaptar la història per a la sèrie de ràdio nord-americana The New Adventures of Sherlock Holmes com a episodi que es va emetre el 3 de novembre de 1940. Una altra adaptació de la història es va emetre l'1 d'octubre de 1945. Ambdós episodis van estar protagonitzats per Basil Rathbone com Holmes i Nigel Bruce com Watson.
Una adaptació de ràdio titulada "Thor Bridge" es va emetre el 1962 al BBC Light Program, com a part de la sèrie de ràdio 1952–1969 protagonitzada per Carleton Hobbs com Holmes i Norman Shelley com Watson. Va ser dramatitzat per Michael Hardwick. Robert Ayres va interpretar J. Neil Gibson.
"The Problem of Thor Bridge" va ser dramatitzat per a la BBC Radio 4 el 1994 per Bert Coules com a part de la sèrie de ràdio 1989–1998 protagonitzada per Clive Merrison com Holmes i Michael Williams com Watson, amb William Hootkins com J. Neil Gibson.
El 2012, la història es va adaptar a la ràdio com a part de The Classic Adventures of Sherlock Holmes, una sèrie del programa de ràdio nord-americà Imagination Theatre, amb John Patrick Lowrie com a Holmes i Lawrence Albert com a Watson.

### Literatura
The Problem of Three-Toll Bridge de l'autor de fantasia Josh Reynolds, amb el detectiu savi Zavant Konniger i el seu criat mitjà Vido, es va publicar el 2012 al número 25 de la revista de Warhammer Fantasy Hammer and Bolter.